# SmartLynx Airlines
SmartLynx Airlines es una aerolínea chárter letona de propiedad privada con sede en Riga, Letonia, que opera vuelos chárter de pasajeros a través de Europa, África y Asia, así como chárteres de negocios y vip. Su base principal es el Aeropuerto Internacional de Riga. A septiembre de 2014, contaba con 140 empleados.

## Historia
La aerolínea fue creada en 1992 como LatCharter Airlines por cuatro pilotos profesionales y un ingeniero experimentado. Comenzó a funcionar en 1993. Fue fundada para operar servicios de flete de vuelos en Riga y comenzó sus operaciones con un avión Túpolev Tu-134 arrendado. Después de cooperar con Latcharter, arrendándole sus A320-200 sin tripulación, la aerolínea islandesa Loftleiðir, parte del Icelandair Group, adquirió LatCharter en julio de 2006. 
La propiedad cambió en 2012, cuando la gestora de SmartLynx adquirió la compañía. Aunque la cooperación con Loftleiðir permanece, SmartLynx es, desde entonces, una entidad independiente. Ese mismo año, SmartLynx amplió sus operaciones charter a Tallin, Estonia, y estableció una subsidiaria SmartLynx Airlines Estonia. La empresa estona comenzó a operar con un A320 arrendado con tripulación de su empresa matriz, añadiendo uno propio a principios de 2013.

## Destinos
Smartlynx Airlines opera los siguientes destinos chárter desde Riga (en noviembre de 2008): 
- - Antalya
  - Burgas
  - Catania
  - Corfú
  - Heraklion
  - Las Palmas
  - Lárnaca
  - Monastir
  - Rodas
  - Rijeka
  - Tesalónica
  - Varna
  - Hurghada
  - Sharm el-Sheij
  - Santa Cruz de Tenerife
  - Fuerteventura

## Flota

### Flota Actual
La flota de SmartLynx Airlines se compone de las siguientes aeronaves con una edad media de 14,5 años (a noviembre de 2023):